# Cryphia gigantea
Cryphia gigantea là một loài bướm đêm trong họ Noctuidae.